# Trstenica
Trstenica (cyr. Трстеница) – wieś w Serbii, w mieście Belgrad, w gminie miejskiej Obrenovac. W 2011 roku liczyła 792 mieszkańców.